# Rungia apiculata
Rungia apiculata är en akantusväxtart som beskrevs av Richard Henry Beddome. Rungia apiculata ingår i släktet Rungia och familjen akantusväxter. Inga underarter finns listade i Catalogue of Life.